# Акитания
Акитания (исп. Aquitania) — город и муниципалитет в центральной части Колумбии, на территории департамента Бояка. Входит в состав провинции Сугамукси.

## История
Поселение, из которого позднее вырос город, было основано в 1777 году. Первоначально носил название Пуэбловьехо.

## Географическое положение

Муниципалитет Акитания

Город расположен в юго-восточной части департамента, в высокогорной местности Восточной Кордильеры, к востоку от озера Тота, на расстоянии приблизительно 51 километра к востоку от города Тунха, административного центра департамента. Абсолютная высота — 3104 метра над уровнем моря.
Муниципалитет Акитания граничит на севере с территориями муниципалитетов Согамосо и Монгуа, на западе — с муниципалитетами Куитива, Тота, Песка и Сетакира, на юго-западе — с муниципалитетом Сан-Эдуардо, на юге — с муниципалитетом Паэс, на востоке — с муниципалитетами Лабрансагранде и Пахарито, на юго-востоке — с территорией департамента Касанаре. Площадь муниципалитета составляет 943 км².

## Население
По данным Национального административного департамента статистики Колумбии, совокупная численность населения города и муниципалитета в 2015 году составляла 15 241 человек.
Динамика численности населения муниципалитета по годам:
| 2005   | 2006   | 2007   | 2008   | 2009   | 2010   | 2011   | 2012   | 2013   | 2014   | 2015   |
| ------ | ------ | ------ | ------ | ------ | ------ | ------ | ------ | ------ | ------ | ------ |
| 16 592 | 16 494 | 16 388 | 16 273 | 16 150 | 16 019 | 15 880 | 15 733 | 15 577 | 15 413 | 15 241 |

Согласно данным переписи 2005 года мужчины составляли 50,9 % от населения Акитании, женщины — соответственно 49,1 %. В расовом отношении белые и метисы составляли 99,9 % от населения города; негры, мулаты и райсальцы — 0,1 %.
Уровень грамотности среди всего населения составлял 84 %.

## Экономика
Основу экономики Акитании составляют сельское хозяйство, заготовка леса и добыча полезных ископаемых.

69,3 % от общего числа городских и муниципальных предприятий составляют предприятия торговой сферы, 23,1 % — предприятия сферы обслуживания, 7,5 % — промышленные предприятия, 0,1 % — предприятия иных отраслей экономики.